# Économie géographique
L'économie géographique ou économie spatiale ou économie des territoires est une conception nouvelle de la géographie économique. À partir des travaux historiques de von Thünen (1827) et Christaller (1933), une branche de l'analyse économique s'est peu à peu engagée sur la compréhension des conséquences économiques de l'espace. Initié par Walter Isard, en science régionale et William Alonso (1964), en économie urbaine, un nouveau programme de recherche se développe. On distingue progressivement une approche régionale (incarnée en France par François Perroux ou Jacques Boudeville) dont les problématiques se rapprochent de la théorie de la croissance (Robert Solow contribuera d'ailleurs à ce champ), d'une approche urbaine qui se développe plutôt aux États-Unis dans le sillage de William Alonso (1964), Edwin Mills (1967) et Richard Muth (1969).
Sous l'impulsion de la nouvelle théorie du commerce international, Paul Krugman redynamise la science régionale qui devient, au cours des années 1990 la Nouvelle économie Géographique. Les ressorts de base de cette nouvelle théorie ne sont plus les avantages comparatifs, mais les économies d'agglomération (produites entre autres par l'accumulation dans la même région d'une grande quantité de clients ou de fournisseurs).
Au tournant des années 2000, Paul Krugman et Masahisa Fujita fusionnent en partie les cadres modélisés de l'économie régionale et de l'économie urbaine au prix d'une modélisation compliquée.
Ces développements ont mis au cœur de la théorie la question des externalités d'agglomération (propres à un secteur ou une activité) et d'urbanisation (plus larges). L'enjeu est alors de trouver les sources de ces externalités : l'économie industrielle est ainsi mobilisée (en grande partie sous la houlette de Jacques Thisse) à la fois pour comprendre l'effet de la distance dans les relations de marché (reprenant ainsi le flambeau laissé par Hotelling en 1929) ou dans la production d'innovations.
Le développement d'une économie urbaine est aussi allée de pair avec le développement des travaux en fiscalité locale, essayant de comprendre et formaliser les mécanismes et les conséquences économiques des biens publics locaux.

## Économie régionale

### Le rôle des avantages compétitifs et des avantages comparatifs
Elle s'appuie sur le fait que la mondialisation économique, loin de conduire à une dispersion des activités, tend à les concentrer sur des territoires, généralement urbains, disposant d'un avantage compétitif (ou concurrentiel) sur le plan mondial. Revus par Michael Porter, cela réactualise le concept d'avantage comparatif énoncé par David Ricardo. 
De nos jours les avantages dont peut disposer un territoire sont souvent liés, non plus à l'existence de ressources naturelles, mais à la maîtrise de savoirs et technologies, à l'existence d'un capital humain particulier. On parle à ce sujet de pôle de compétitivité. 
On parle aussi de guerre des territoires, l'attractivité d'un territoire basé sur le capital humain plutôt que d'avantages naturels supposant une stratégie, face à d'autres territoires de la planète disposant, ou étant prêts à développer, des atouts comparables.

### La nouvelle économie géographique: anticipations et effets boule de neige
La croissance des territoires, basée sur la capacité de ceux-ci à augmenter leur production de biens et services, ne doit pas uniquement être pensée de manière statique, comme c'est le cas dans les modèles comparatifs. 
Dès lors qu'il y a des coûts de transport ou de transaction, que la main d'œuvre n'est pas totalement mobile entre les pays ou entre les secteurs, les arbitrages ne se font plus suivant les mêmes logiques que dans le cas Ricardien. La région la plus importante offre par exemple des débouchés plus importants; si les coûts de transport entre les deux régions sont élevés, les entreprises auront tendance à se localiser à proximité de ce marché final, en dépit de coûts du travail souvent plus importants. Mécaniquement, cela accroît le nombre de fournisseurs ayant intérêt à se localiser eux aussi dans cette région. Finalement, l'agglomération nourrit l'agglomération: il y a un effet boule de neige. Celui-ci est alimenté par les conditions de coût et débouchés objectives ou anticipées. 
L'accumulation d'entreprises et de salariés dans une même région y fera augmenter les coûts du travail. Dès lors que le différentiel de coût de travail entre la région dynamique et les autres régions dépasse le différentiel de coût de transport, les entreprises peuvent faire le choix alternatif de se (re-)localiser dans la région périphérique. 
Dès lors que les salariés ne sont pas totalement mobiles d'une région à l'autre ou d'un secteur à l'autre, ces simples changements de choix de localisation peuvent induire un chômage important.

### Proximité géographique et proximité organisée
Le développement des analyses de la proximité a donné lieu, depuis le début des années 1990, à une pluralité de définitions des formes de proximité, qui s’articulent toujours autour de deux dimensions : pour le dire rapidement, une dimension d’essence spatiale et une autre d’essence non spatiale. Aujourd’hui, le débat repose sur une distinction entre deux catégories de proximités, respectivement nommées géographique et organisée (Torre, Rallet, 2005) :
- La proximité géographique traduit la distance kilométrique entre deux entités (individus, organisations, villes...), pondérée par le coût temporel et monétaire de son franchissement. Elle a deux propriétés essentielles. Elle est tout d’abord de type binaire : il existe naturellement d’infinies graduations (plus ou moins loin de, plus ou moins près de) mais l’examen de la proximité géographique a in fine pour objet de savoir si on est « loin de » ou « près de ». Elle est ensuite relative, doublement relative. Primo, la distance géographique, qui fonde le partage entre proximité et éloignement, est relative aux moyens de transport. On pondère la distance kilométrique par le temps et/ou le coût de transport. Secundo, la proximité n’est pas qu’une donnée objective. Elle procède en dernier ressort d’un jugement porté par les individus ou les groupes sur la nature de la distance géographique qui les sépare. Le jugement consiste à traiter l’ensemble des paramètres qui influent sur la distance pour les réduire à l’énoncé selon lequel on est près ou loin de. Cet ensemble des paramètres comprend des données objectives (km, temps, prix) mais aussi la perception que les individus en ont. Or cette perception est variable selon l’âge, le groupe social, le sexe, la profession… (par exemple, la possibilité de se rencontrer une fois par jour peut être perçue différemment selon les personnes). Toutefois, bien qu’elle soit de nature sociale (déterminée par les moyens de transport) et subjective (relevant d’un énoncé), la proximité géographique peut être, à un instant t, considérée comme une donnée de l’espace physique représentant une contrainte qui s’impose, en cet instant, aux agents pour développer leurs actions.
- La proximité organisée n’est pas d’essence géographique mais relationnelle. Par proximité organisée, on entend la capacité qu’offre une organisation de faire interagir ses membres. L’organisation facilite les interactions en son sein, en tous cas, les rend a priori plus faciles qu’avec des unités situées à l’extérieur de l’organisation. Deux raisons majeures l’expliquent. D’une part, l’appartenance à une organisation se traduit par l’existence d’interactions entre ses membres. C’est la logique d’appartenance de la proximité organisée : deux membres d’une organisation sont proches l’un de l’autre parce qu’ils interagissent et que leurs interactions sont facilitées par les règles ou routines de comportement (explicites ou tacites) qu’ils suivent. D’autre part, les membres d’une organisation peuvent partager un même système de représentations, ou ensemble de croyances, et les mêmes savoirs. Ce lien social est principalement de nature tacite. C’est ce que nous appelons la logique de similitude de la proximité organisée. Deux individus sont dits proches parce qu’ils « se ressemblent », i.e. partagent un même système de représentations, ce qui facilite leur capacité à interagir.

## Territoires et réseaux, une nouvelle géographie économique?

### Les territoires dans les chaînes de valeur mondialisées.
La mondialisation de l'économie produit une géographie profondément différente qui a une traduction rapide sur les ressources des territoires. Dans cette économie en archipel, les territoires (continus?) doivent s'inscrire dans des réseaux. 
La notion de proximité doit ainsi être rediscutée.
L'accent mis sur la capacité d'un territoire à attirer des investisseurs étrangers est de plus en plus important. Paradoxalement, cela témoigne pleinement du fait qu'aucun développement n'est véritablement exogène. Les investisseurs alimentent généralement des concentrations sectorielles préexistantes.
Plus qu’une désindustrialisation, les pays occidentaux vivent actuellement un formidable renouvellement industriel, fruit de l’évolution des technologies et des conditions de la géoéconomie internationale. Si la diffusion des produits repose essentiellement sur la desserte de marchés locaux, l’innovation et la maîtrise des circuits économiques, sont des activités de plus en plus concentrées… Si une région économique les laisse partir, le pouvoir d’achat associé à ces activités finira par s’effriter et l’effet de taille de marché disparaîtra à terme : les effets cumulatifs propres à l’économie contemporaine peuvent aussi bien être vertueux que vicieux…
Une approche par filières chamboule donc les relations hiérarchiques que l’on est tenté de poser entre Centre et Périphérie. On observe dans l’ensemble des grandes régions économiques une répartition fonctionnelle (cadres vs ouvriers) apparente centre-périphérie, mais où les liens organiques dépassent le cadre régional. Ces liens se pensent au niveau des entreprises (groupes) multinationaux et un établissement de fabrication localisé en périphérie ne dépend pas nécessairement du centre géographiquement le plus proche. Des spécialisations locales peuvent naître d’un district local ou de l’implantation d’un grand groupe extérieur à la région économique considérée…

## L'économie résidentielle, nouveau ressort du développement territorial
Selon la théorie de la base économique (théorie que l’on doit, selon Krumme[Qui ?] (1968), à Werner Sombart (1916) et qui a été généralisée par des auteurs comme Homer Hoyt (1954), Douglass North (1955) ou Tiebout (1956)), la variable décisive du développement territorial est le revenu monétaire capté de l’extérieur par les territoires (et qui est appelé revenu basique). La rémunération des facteurs locaux de production de la valeur ajoutée créée localement n’est qu’une modalité parmi d’autres de captation de ces revenus. Cette base productive est désormais moins importante que les autres sources de revenu que sont devenus les salaires associes aux emplois publics, les pensions de retraite, les prestations sociales, ou le revenu des « résidents non recensés » (résidents secondaires, touristes, …). Les travaux de Laurent Davezies attestent ainsi de l'importance d'une autre base économique, résidentielle, qui permet de comprendre le développement de certains territoires : ces travaux montrent que le véritable enjeu du développement d'un territoire n'est pas de créer le plus de richesses possibles, mais d'en capter le plus possible. Cette théorie s’appuie sur un constat macro-économique : l'augmentation du temps libre, le développement technologique (TGV, Internet, portable…) participent de plus en plus au découplage entre lieux de production et lieux de consommation (Davezies, 2004). Le mécanisme du « développement basique » est, simplifié, le suivant : (i) le territoire attire de diverses façons des revenus de l’extérieur qui constituent la base économique ; (ii) ce revenu stimule l’activité locale, l’emploi national, qui produit des biens (de consommation ou d'équipement) et des services vendus localement ; (iii) et détermine ainsi le niveau de revenu, d’emploi – et de cohésion – du territoire. » (Davezies, 2003).

#### Sur le rôle des avantages compétitifs et l'«économie de l'archipel»
- Veltz Pierre, « Le développement local face à la mondialisation », in Comment améliorer la performance économique des territoires ?, Les 3èmes entretiens de la Caisse des Dépôts sur le développement local, Paris : La société des Acteurs publics/CDC, Collection les Hexagonales, novembre 2000.
- Veltz Pierre, Mondialisation, Villes et Territoires, PUF, 2e Édition revue et corrigée, 2005.
- Davezies Laurent « Temps de la production et temps de la consommation, les nouveaux aménageurs des territoires ? », in Futuribles, novembre 2003.

#### Sur la proximité
- Dupuy C., Burmeister A. (eds.), 2003, Entreprises et territoires ; les nouveaux enjeux de la proximité, La Documentation française.
- Pecqueur B., Zimmermann J.B. (eds.), 2004, Économie de Proximités, Hermès, Paris.
- Rallet A., Torre A. (eds), 2006, Quelles proximités pour innover ?, L’Harmattan, Collection Géographies en Liberté, Paris.
- Torre A., Rallet A., 2005, « Proximity and localization », Regional Studies, vol. 39, no 1, p. 47-60.

#### Sur l'économie résidentielle
- Davezies Laurent, « Les transferts publics et privés de revenu au secours du développement territorial », in L’État des Régions Édition 2004, 2004.
- Davezies Laurent, « Le développement local hors mondialisation », in Comment améliorer la performance économique des territoires ? », Les 3èmes entretiens de la Caisse des Dépôts sur le développement local, Paris : La société des Acteurs publics/CDC, Collection les Hexagonales, novembre 2000
- Davezies Laurent, « Homogénéité nationale et hétérogénéité locale des enjeux du développement », in Les Annales de la recherche urbaine, no 86, juin 2000, p. 6-17.